# ヴァルター・ピュットナー
ヴァルター・ピュットナー（Walter Püttner、名は Waltherとも、1871年10月9日 - 1953年2月10日）は、ドイツの画家、イラストレーターである。

## 略歴
ライプツィヒで生まれた。父親のリヒャルト・ピュットナー（Richard Püttner: 1842-1913）は風景画を得意とする画家であった。母方の祖父のハインリヒ・ゴットホルト・アルノルト（Heinrich Gotthold Arnold: 1785-1854）も画家であった。父親から絵を学んだ後、ミュンヘン美術院に入学し、ルートヴィヒ・ヘルテリッヒやルートヴィヒ・フォン・レフツ、パウル・ヘッカーに学んだ。
ヴィルヘルム・トリュブナー（1851-1917）の作品に影響を受けた。1899年にパウル・ヘッカーやフリッツ・エルラー（Fritz Erler: 1868 1940）と「Gruppe G」というグループ展を開き、画家として知られるようになった。1899年に創立された美術家グループ「Scholle」の創立メンバーになり、1909年に創立された「ミュンヘン新分離派」の創立メンバーになり、マックス・フェルトバウアーとともに理事を務めた。ドイツ画家協会（Deutscher Künstlerbund）の会員にもなった。
複製絵画を宣伝用に用いたケルンのチョコレート製造業者、ルートヴィヒ・シュトルヴェルクが主催する「Stollwerck-Sammelalbum」用の絵画のコンクールで、Fritz Helmuth EhmckeやAdolf Höfer、Maximilian Liebenwein 、Karl Hölleといった画家たちとともに入選した。、
雑誌「Die Jugend」のイラストレーターとしても働き、1917年から1920年の間はミュンヘン女性芸術家協会（Münchner Künstlerinnenvereins）の絵画学校の女性美術学校の教師を務め、教授に任じられた。この美術学校の学生のパウリーネ・アイグナー（Pauline Eigner: 1872–1960）と結婚した。
バイエルン州オーバーバイエルンのバート・アイブリング(Bad Aibling)で亡くなった。

## 作品

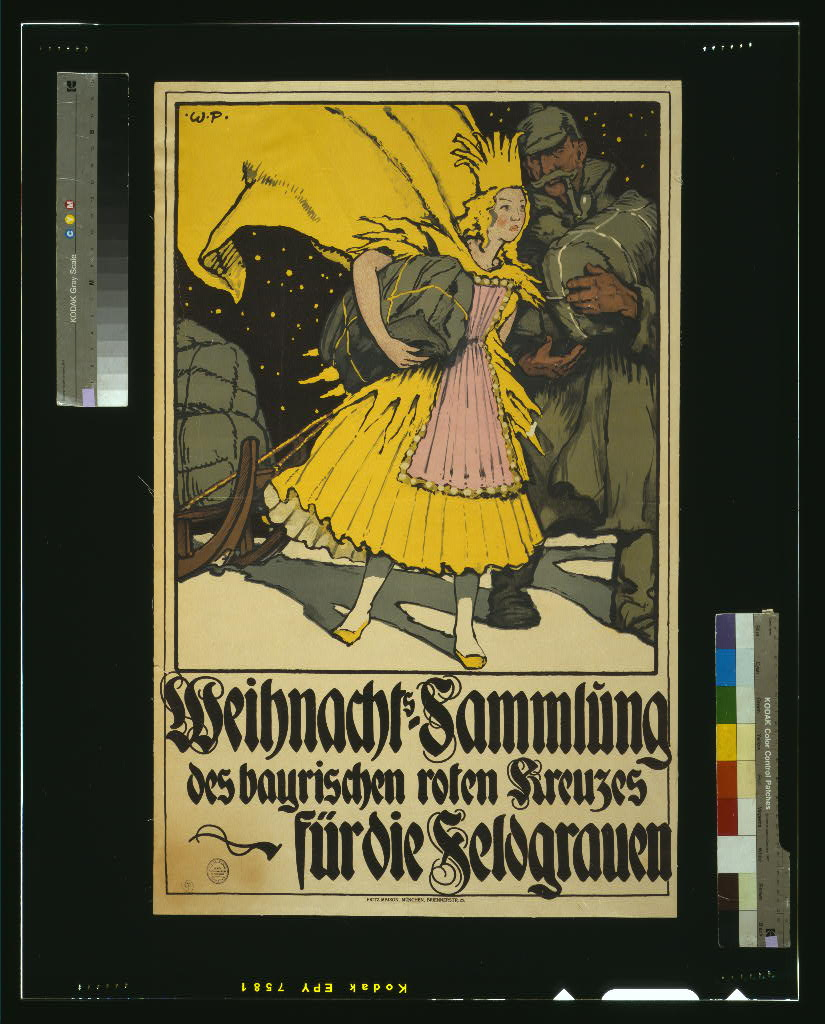
第一次世界大戦中の赤十字のクリスマス行事のポスター (1918)
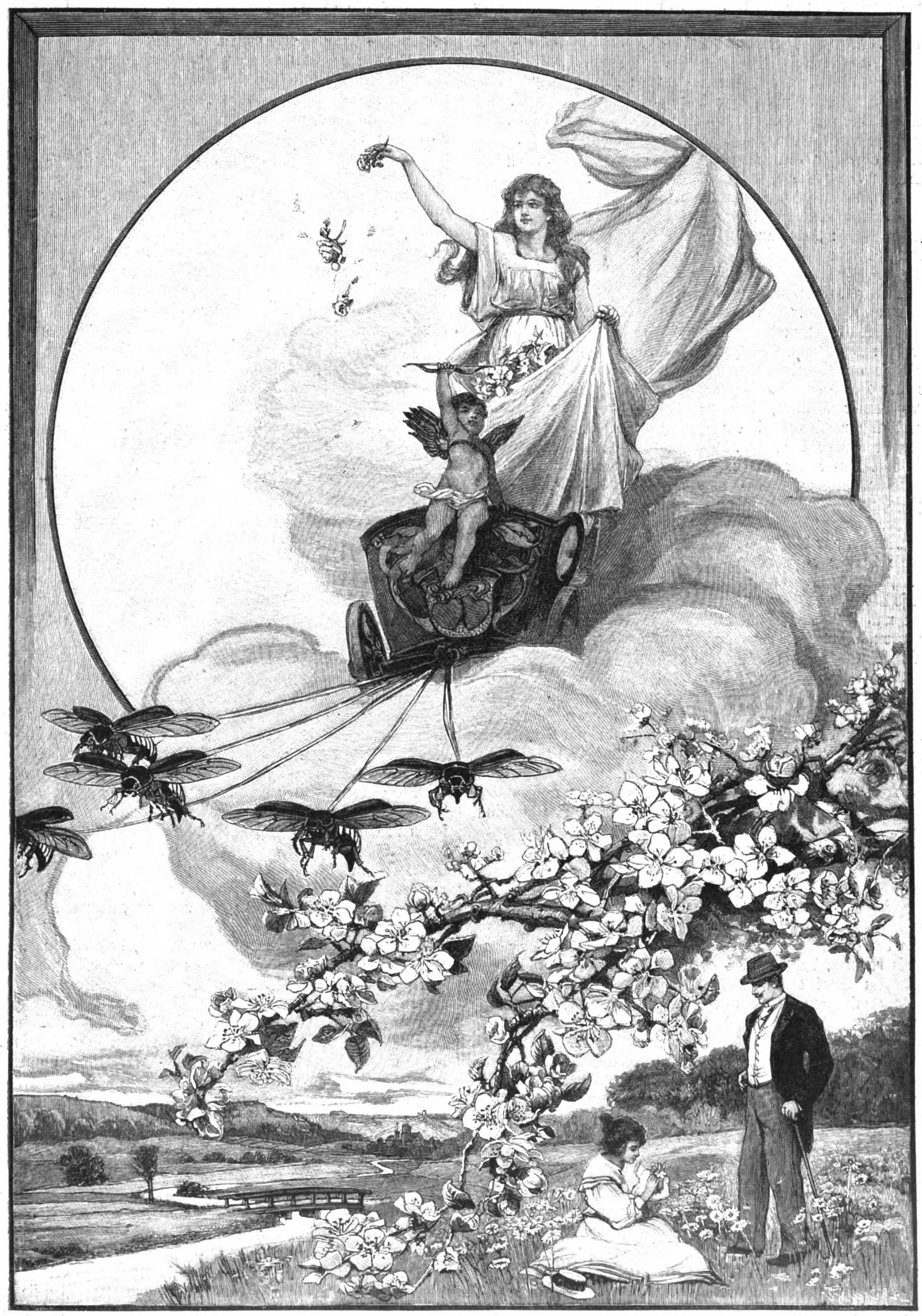
版画作品
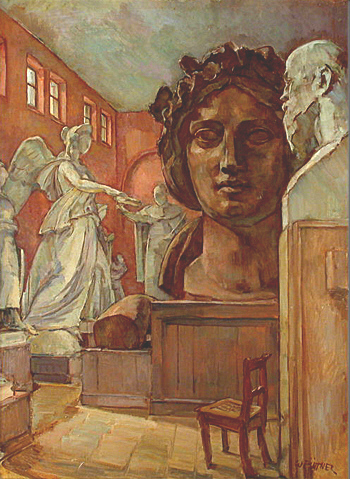
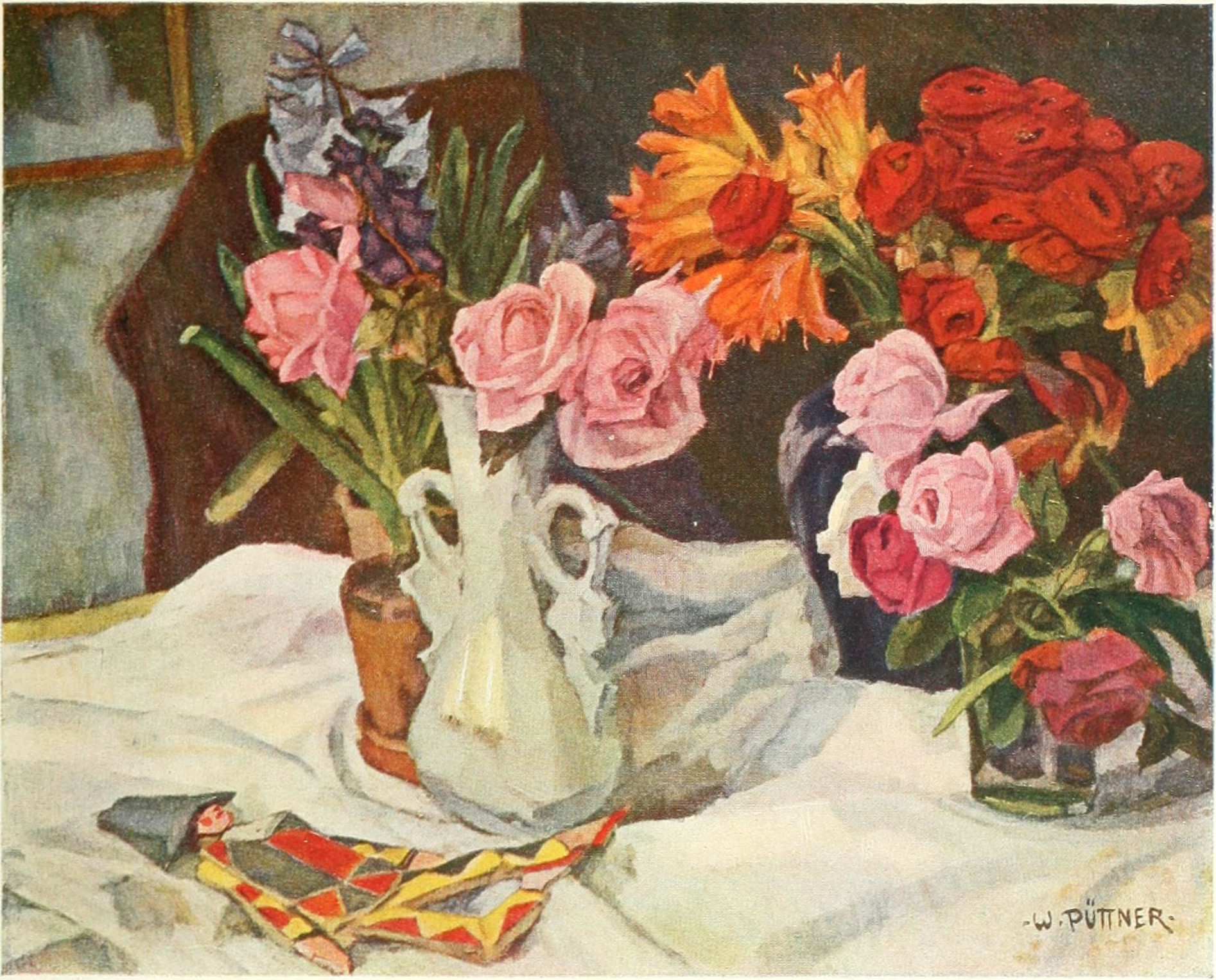
静物画